# Le Latet
Le Latet é uma comuna francesa na região administrativa de Borgonha-Franco-Condado, no departamento de Jura. Estende-se por uma área de 4,02 km². Em 2010 a comuna tinha 85 habitantes (densidade: 21,1 hab./km²).